# فولفغانغ التمان
فولفغانغ التمان (بالألمانية: Wolfgang Altmann)‏ (22 سبتمبر 1952 بماركرانشتيت في ألمانيا - ) هو لاعب كرة قدم ألماني (وحمل سابقاً جنسية ألمانيا الشرقية) في مركز الوسط. لعب مع ساتشسين لايبزيغ ولوكوموتيف لايبزيغ وVorwärts Kamenz ‏.

## وصلات خارجية
- فولفغانغ التمان على موقع قاعدة بيانات كرة القدم.إي يو (الإنجليزية)
- فولفغانغ التمان على موقع بيانات كرة القدم. دي إي (الألمانية)
- فولفغانغ التمان على موقع عالم كرة القدم.نت (الإنجليزية)